# Integration
Integration è un box-set di 4 CD della band inglese The Cure, pubblicato nel 1990, comprendente i quattro singoli dall'album Disintegration nelle loro versioni su Cd. Il cofanetto comprende un poster della band. È uscito in America per l'etichetta Elektra Records.

## Tracce

### CD1:Fascination Street
1. Fascination Street (remix) (4:19)
2. Babble (4:19)
3. Out of Mind (3:52)
4. Fascination Street (extended remix) (8:48)

### CD2:Lullaby
1. Lullaby (remix) (4:08)
2. Lullaby (extended remix) (7:45)
3. Homesick (live) (6:52)
4. Untitled (live) (6:32)

### CD3:Lovesong
1. Lovesong (remix) (3:30)
2. 2 late (2:42)
3. Fear of Ghosts (6:49)
4. Lovesong (extended remix) (6:21)

### CD4:Pictures of You
1. Pictures of You (remix) (4:45)
2. Last dance (live) (4:42)
3. Fascination Street (live) (5:21)
4. Prayers for Rain (live) (4:46)
5. Disintegration (live) (7:42)